# A TWA 800-as járatának katasztrófája (1996)
A TWA 800-as járata egy menetrend szerinti járat volt a New York-i John Fitzgerald Kennedy nemzetközi repülőtér és a római Fiumicino nemzetközi repülőtér között, párizsi köztes megállással. 1996. július 17-én a járat a felszállást követően kelet felé tartott, majd 12 perccel a felszállást követően - amikor a gép elérte az 500 km/h sebességet -, 20 óra 31 perckor a pilótafülke levált, ezután a gép hátsó része nagyjából további 300 métert emelkedett, majd darabokra hullott és lezuhant Long Island délkeleti partjától 13 kilométerre. A fedélzeten tartózkodó 230 ember közül senki sem élte túl a balesetet. Az esettel kapcsolatban napjainkban is különféle összeesküvés-elméletek látnak napvilágot.

## A személyzet
Az 58 éves Ralph G. Kevorkian kapitány veterán pilótának számított, csakúgy, mint a szintén négy aranystráfot viselő Steven E. Snyder, aki az első tiszt ülésében foglalt helyet, valamint a 63 éves fedélzeti mérnök, Richard G. Campbell. Rajtuk kívül még a 25 esztendős Oliver Krick fedélzeti mérnök tartózkodott a pilótafülkében.

## Nyomozás

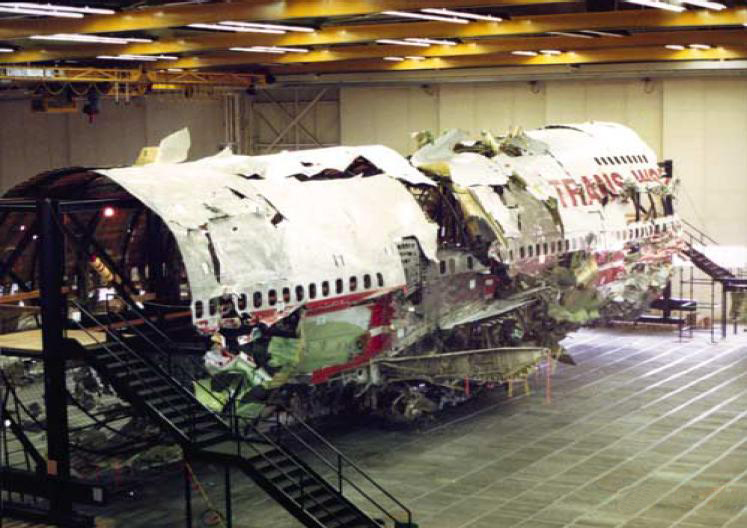
A TWA 800-as járat visszaépített vázának egy része

A járat tragédiája nagy média visszhangot kapott, eleinte ellentmondó információk jutottak napvilágra a balesettel kapcsolatban, sok helyen terrortámadásról tudósítottak, mivel ennek is fennállt a lehetősége, így az NTSB - Amerikai Nemzeti Közlekedésbiztonsági Bizottság - mellett a Szövetségi Nyomozóiroda is elkezdte a nyomozást a szerencsétlenség kivizsgálásában. A maradványok utáni kutatás távvezérlésű, víz alatti kutatóegységekkel, mélytengeri búvárok segítségével és szonár lokátorokkal zajlott. 
A katasztrófát követő négy hónap alatt a darabokra szakadt gép kilencvenöt százalékát összegyűjtötték a tengerből, és a közeli Calvertonban található haditengerészeti bázis egyik hangárában a gép testét gyakorlatilag visszaépítették, a robbanás okát kutatva. Miközben a műszaki szakemberek a gép összerakásával foglalkoztak, a nyomozók ellepték a partot, felhívásokat rajzszögeztek ki és szemtanúk után kutattak. 736 ember jelentkezett szemtanúként, azonban közülük mintegy hatvanat rögtön eltanácsoltak, illetve jegyzőkönyvet sem vettek fel az általuk elmondottakról, a többieket részletesen kihallgatták. A strukturális hibát már a nyomozás korai szakaszában kizárták. A laboratóriumi vizsgálatok során azonban nitroglicerin, RDX (Hexogén) és PETN (Pentaeritrit-tetranitrát) keveréket találtak a repülőgép 15. és 25. sorai között található ülések háttámláján, az NTSB azt állította, hogy a kémiai anyagok a repülőgép roncsainak felkutatásában résztvevő katonai személyek csizmájáról kerülhettek a roncsra. 
A Nemzeti Közlekedésbiztonsági Bizottság végső jelentése 2000. április 23-án látta meg a napvilágot, a hivatalos jegyzőkönyv szerint a robbanást a repülőgép üzemanyagtartályában minden valószínűség szerint egy hibás vezetékből kipattant szikra okozta.

## A katasztrófa után
Az NTSB 15 pontos javaslatot tett közzé, valamennyi pont a repülőgépek biztonságosabb üzemanyagtartály tervezésére és vezetékezésére vonatkozott.

## Érdekességek
A járat az 1996-os atlantai nyári olimpia idején zuhant le. Az olimpián részt vett az olasz labdarúgó-válogatott. A keretében szerepelt volna Christian Panucci is, ám a torna megkezdése előtt nem sokkal megsérült, így végül nem nevezték. A játékos rögtön haza akart utazni, hogy otthon kezdhesse meg a felépülést, ám végül úgy döntött, hogy mégsem a legkorábbi járattal tér vissza Milánóba, mert azzal Párizsban át kellett volna szállnia, hanem a közvetlenül Milánóban landoló gépet választja. Ez a döntés mentette meg a játékos életét, hiszen az eredetileg a TWA 800-as járatán utazott volna.
A tragédia után rekonstruált törzset 2021. július 7-ig az Amerikai Nemzeti Közlekedésbiztonsági Ügynökség oktatásra alkalmazza, ezt követően a roncsot 3D-s technológiával felmérik, és az adatokat archiválják, ezután megkezdődik a Boeing 747 összerakott maradványainak szétbontása.
A katasztrófa alapjául szolgált a Végső állomás című filmnek, a film egyik jelenetében a gép katasztrófájáról készült híradó felvételeket is beletették.